# Minina
Minina – rzeka, lewy dopływ Wieprza o długości 44,53 km i powierzchni dorzecza 421 km².
Płynie przez Wysoczyznę Lubartowską, w województwie lubelskim. Przepływa przez miejscowości Majdan Krasieniński, Krasienin, Samoklęski, Kierzkówka, Rawa, Węgielce, a do Wieprza uchodzi na południe od Jeziorzan.
W rejonie wsi: Samoklęski, Rawa, Wólka Michowska i Węgielce znajdują się stawy rybne. Między wsiami Osówka i Samoklęski, nad prawym brzegiem Mininy leżą Lasy Kozłowieckie (z Kozłowieckim Parkiem Krajobrazowym, przez który rzeka przepływa). Jej dopływami są Ciemięga, Parysówka, Pracz.